# كريستوفر ميندوجا
كريستوفر ميندوجا لاعب كرة قدم كاميروني مولود في 12 أبريل 1992.
لعب سابقاً في نادي مولودية الجزائر وشبيبة القيروان والنادي الإسماعيلي ونادي الطائي ونادي أربيل ونادي الترسانة ونادي النور.